# Воєводін Михайло Вікторович
Михайло Вікторович Воєводін (3 травня 1975, Москва) — російський топ-менеджер, колишній генеральний директор корпорації ВСМПО-АВІСМА.

## Біографія
Михайло Воєводін народився 3 травня 1975 року в Москві.
- У 1996 році закінчив Російську економічну академію ім. Г. В. Плеханова за спеціальністю «Економічна кібернетика»[2].
- У 2001 році закінчив Дипломатичну академію МЗС Росії за спеціальністю «Міжнародні відносини»[2].
- Із 2002 року обіймав керівні посади в ТОВ "ОборонІмпекс — дочірня компанія ФДУП «Рособоронекспорт» і ВЕБ[3].
- Із 2002 року працює в ТОВ «Промінвест»(нова назва ТОВ «ОборонІмпекс» після перейменування і входження в групу РТ інвестиційною компанією) заступником генерального директора[2].
- У 2004 році стає заступником генерального директора ТОВ «ОборонІмпекс»[2].
- У 2005 році призначений першим заступником генерального директора ТОВ «Промінвест»[4].
- У 2006 році стає членом Ради директорів ВСМПО[3].
- У 2008—2009 роках керує «Промінвестом» на посаді виконавчого директора[2].
- Із 2009 року призначений президентом ВАТ «ВСМПО-АВІСМА». У тому ж році став її генеральним директором[4].
- У травні 2020 року, в розпал пандемії COVID-19 покинув пост генерального директора ВАТ «ВСМПО-АВІСМА»[5].
- У серпні 2020 року було порушено кримінальну справу стосовно колишнього гендиректора корпорації «ВСМПО-Авісма», його звинувачували у зловживанні повноваженнями і шахрайстві в особливо великому розмірі[6], але у жовтні 2021 року кримінальну справу було припинено і сторона обвинувачення запропонувала обмежитися призначенням йому судового штрафу[7].

## Нагороди
- Орден Дружби (2019 рік) — за значний внесок у зміцненні позицій Росії в міжнародному просторі[8].
- «Знак Корольова» Федерального космічного агентства (2011 рік) — за досягнуті успіхи[2]